# Pharaxonotha esperanzae
Pharaxonotha esperanzae es un pequeño coleóptero erotílido considerado el probable polinizador mutualista de la planta amenazada endémica de Cuba, Microcycas calocoma, cícada única de su género.  La planta, llamada palma corcho, es emblemática de la flora de Cuba. Esta se encuentra en peligro crítico de extinción principalmente debido a la escasa reproducción natural, lo que se reporta desde 1940. Esto se atribuye a la declinación del polinizador.

## Historia natural

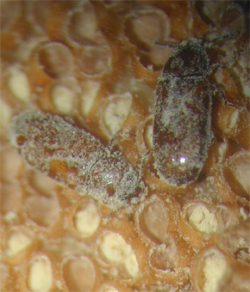
Fig.1- Adultos recubiertos de polen.

Pharaxonotha esperanzae  al igual que Microcycas  es endémico de la  provincia Pinar del Río, Cuba.  P. esperanzae se reproduce en los conos masculinos de esta cícada, del mismo modo que otros Pharaxonotha, polinizadores de Cycadales. Los adultos son polinívoros y son atraídos por el olor de los conos masculinos en fase de liberación del polen. En ellos depositan los huevos y comen su polen. Las larvas también se alimentan de él, pero en los estadios más tardíos se introducen en los microsporofilos donde consumen tejidos parenquimatosos. No se conoce como continúan su desarrollo. Se supone que los conos femeninos también atraen con el mismo olor a los adultos de P. esperanzae y así resultan polinizados. Esto no ha sido demostrado aún en este par de especies (Chaves & Genaro, 2005).

## Caracteres diferenciales
Dos caracteres morfológicos principales diferencian a P. esperanzae de todas las especies descritas de Pharaxonotha en el Nuevo Mundo: carece de reborde en el margen basal de los élitros y posee estrías supraoculares (Chaves & Genaro, 2005).

## Caracteres notables

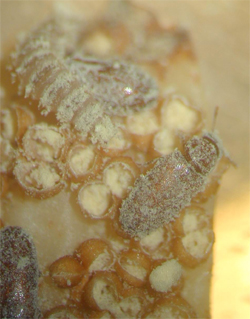
Fig.2- adultos y larva sobre microsporofilo.

Adulto. Tiene aspecto ovalado, mide alrededor de 3,9 mm por 1,4 mm. Su cuerpo es de color general castaño rojizo, finamente pubescente, cutícula entre punturas en frente y pronoto muy finamente granulada y mate. Cabeza:  con ojos moderadamente prominentes muy anchos ventralmente respecto al dorso, antenas algo cortas, unos 0.9 mm, de maza antenal poco conspicua,  mandíbulas prominentes. Estrías supraoculares y línea transversal del vértice presentes. Las punturas del clípeo son más espaciadas que en la frente. Labro sin punturas. Tórax: Pronoto transverso, cerca de 0.8 mm x 1.1 mm, muy convexo y de apariencia casi ovalada, ángulos anteriores poco desarrollados, curvados ventralmente, no visibles dorsalmente, ángulos posteriores redondeados,  punturas similares a las más gruesas de la frente. Prosterno finamente puntado, punturas más densas en el proceso entre coxas. Mesosterno con punturas gruesas y densamente agrupadas. Punturas del metasterno más finas y espaciadas que en prosterno. Élitros de unos 2,6 mm de longitud, sin línea marginal en la base, con unas 10 estrías de punturas débilmente impresas, ligeramente más gruesas que en la frente y separadas 1 a 3 diámetros;  intervalo entre estrías con punturas finas (1/3 del diámetro de las punturas de estrías), con disposición desorganizada y frecuentemente dos a un mismo nivel. Protibia ligeramente expandida de ángulo obtuso hacia el ápice externo. 

Larva. Longitud máxima observada 7.5 mm. Cabeza de coloración castaño claro, segmentos corporales de coloración amarillenta, salvo en bandas dorsales de gránulos de color castaño oscuro. Línea media sin gránulos está levemente definida, presente en todos los segmentos torácicos y abdominales excepto el último (Chaves & Genaro, 2005).

## Etimología
El nombre específico honra a la Profesora Esperanza Peña García, investigadora cubana de Microcycas calocoma. También recuerda que este insecto es esperanzador para la conservación de la planta. 

## Estado de conservación
P. esperanzae fue colectada en el Parque nacional Viñales donde se reporta producción de semillas de Microcycas. La producción natural de semillas es un indicio de la presencia del polinizador. Otra área protegida con producción natural de semillas es el Área Protegida de Recursos Manejados "Mil Cumbres". Fuera de estas áreas no existen reportes de producción natural regular de semillas desde principios del siglo XX. Un máximo de 13 adultos se encontraron en uno de los conos disecados, aunque había en otro cono más de 250 larvas. La interacción entre P. esperanzae  y Microcycas debe ser considerada en los planes de manejo para la conservación de las poblaciones de Microcycas. Se ha pensado en la necesidad de reproducir el insecto en cautiverio para su reintroducción en las áreas afectadas (Vovides et al., 1997; Chaves & Genaro, 2005).